# Ciclismo ai Giochi della I Olimpiade - 10 chilometri su pista
La gara dei 10 kilometri su pista dei Giochi della I Olimpiade fu uno dei cinque eventi sportivi, riguardanti il ciclismo dei primi Giochi olimpici moderni, tenutosi ad Atene, in Grecia, l'11 aprile 1896.

## La gara
L'evento si svolse nel velodromo Neo Phaliron, in un giorno molto freddo. Parteciparono sei ciclisti alla competizione, provenienti da quattro nazioni. Consisteva nel percorrere 10 kilometri, o 30 giri di pista. Si disputò solo la finale, senza batterie eliminatorie.
I due ciclisti francesi Masson e Flameng dominarono la gara, concorrendo per la vittoria, che spettò a Masson solo nella volata finale. Al 20º giro (7º kilometro), Kolettis e Konstantinidis si toccarono e caddero entrambi, ricominciando subito a pedalare; tuttavia, poco dopo, Kolettis fu costretto a ritirarsi per il dolore causato dalla caduta. Non è noto se Konstantinidis finì la corsa o no. L'austriaco Adolf Schmal si piazzò terzo e il tedesco Joseph Rosemeyer quarto.

## Risultati
| Piazz. | Nazione  | Atleta                    | Tempo       |
| ------ | -------- | ------------------------- | ----------- |
|        | Francia  | Paul Masson               | 17'54"2     |
|        | Francia  | Léon Flameng              | 17'54"8     |
|        | Austria  | Adolf Schmal              | Sconosciuto |
| 4      | Germania | Joseph Rosemeyer          | Sconosciuto |
| 5      | Grecia   | Aristeidīs Kōnstantinidīs | Sconosciuto |
| 6      | Grecia   | Geōrgios Kōletīs          | Ritirato    |